# Viktorija Golubic
Viktorija Golubic (Zúrich, 16 de octubre de 1992) es una jugadora de tenis suiza.
Su mejor clasificación en la WTA fue la número 35 del mundo lograda en 28 de febrero de 2022. En dobles ha sido la 63 del mundo como mejor ranking y lo logró en enero de 2018. 
Hasta la fecha, ha ganado 2 títulos de la WTA además de 8 individuales y 14 títulos de dobles en el ITF tour.
Juega por Suiza en la Copa Federación, Golubic tiene un récord de ganados y perdidos de 2-1.

## Juegos Olímpicos

### Dobles

#### Medalla de plata
| Año  | Campeonato | Pareja         | Oponentes en la final                 | Resultado |
| 2021 | Tokio 2020 | Belinda Bencic | Barbora Krejčíková Kateřina Siniaková | 5-7, 1-6  |

## Títulos WTA (2; 2+0)

### Individual (2)
| Leyenda                                |
| -------------------------------------- |
| Grand Slam (0)                         |
| Juegos Olímpicos (0)                   |
| WTA Finals (0)                         |
| P. Mandatory & Premier 5, WTA 1000 (0) |
| Premier, WTA 500 (0)                   |
| International, WTA 250 (2)             |

| No. | Fecha                  | Torneo  | Superficie    | Oponente en la final | Resultado     |
| 1.  | 17 de julio de 2016    | Gstaad  | Tierra batida | Kiki Bertens         | 4-6, 6-3, 6-4 |
| 2.  | 3 de noviembre de 2024 | Jiangxi | Dura          | Rebecca Šramková     | 6-3, 7-5      |

#### Finalista (3)
| No. | Fecha                 | Torneo    | Superficie | Oponente en la final | Resultado |
| 1.  | 16 de octubre de 2016 | Linz      | Dura (i)   | Dominika Cibulková   | 3-6, 5-7  |
| 2.  | 7 de marzo de 2021    | Lyon      | Dura (i)   | Clara Tauson         | 4-6, 1-6  |
| 3.  | 21 de marzo de 2021   | Monterrey | Dura       | Leylah Fernandez     | 1-6, 4-6  |

### Dobles (0)
| Leyenda                                |
| -------------------------------------- |
| Grand Slam (0)                         |
| Juegos Olímpicos (0)                   |
| WTA Finals (0)                         |
| P. Mandatory & Premier 5, WTA 1000 (0) |
| Premier, WTA 500 (0)                   |
| International, WTA 250 (0)             |

#### Finalista (3)
| N.º | Fecha               | Torneos           | Superficie    | Pareja          | Oponentes en la final                 | Resultado           |
| --- | ------------------- | ----------------- | ------------- | --------------- | ------------------------------------- | ------------------- |
| 1.  | 23 de julio de 2017 | Gstaad            | Tierra batida | Nina Stojanović | Kiki Bertens Johanna Larsson          | 6-7(4), 6-4, [7-10] |
| 2.  | 1 de agosto de 2021 | JJ.OO. Tokio 2020 | Dura          | Belinda Bencic  | Barbora Krejčíková Kateřina Siniaková | 5-7, 1-6            |
| 3.  | 14 de enero de 2023 | Hobart            | Dura          | Panna Udvardy   | Kirsten Flipkens Laura Siegemund      | 4-6, 5-7            |

## Títulos WTA 125s (4; 4+0)

### Individual (4)
| No. | Fecha                   | Torneo       | Superficie    | Oponente en la final | Resultado     |
| 1.  | 3 de marzo de 2019      | Indian Wells | Dura          | Jennifer Brady       | 3-6, 7-5, 6-3 |
| 2.  | 9 de mayo de 2021       | Saint-Malo   | Tierra batida | Jasmine Paolini      | 6-1, 6-3      |
| 3.  | 15 de octubre de 2023   | Ruan         | Dura (i)      | Erika Andreeva       | 6-4, 6-1      |
| 4.  | 15 de diciembre de 2024 | Limoges      | Dura (i)      | Céline Naef          | 7-5, 6-4      |

#### Finalista (1)
| No. | Fecha                 | Torneo | Superficie | Oponente en la final | Resultado   |
| 1.  | 23 de octubre de 2022 | Ruan   | Dura (i)   | Maryna Zanevska      | 6-7(6), 1-6 |